# Список терористичних організацій
- Аксьон директ (фр. Action directe, Франція)
- Аль-гамаа
- Аль-Ісламія
- Аль-джихад (Єгипет)
- Аль-Каїда
- Аль-киям
- Армія опору Господа (Уганда)
- Ананд Марг (Індія)
- Антиімперіалістичний опір (Німеччина)
- Арійська нація (США)
- Арійська республіканська армія (США)
- Армія визволення Косова (Югославія)
- Асоціація Братів-Мусульман (Єгипет)
- Асоціація Братів-Мусульман (Сирія)
- Асоціація оборони Ольстера (Північна Ірландія)
- ат-такфир ва-ль-хиджра (Єгипет)
- Аум Шінрікьо (Японія)
- Бойові комуністичні групи (Бельгія)
- Бригада Алекса Бонкайо (Філіппіни)
- Вільне Папуа (Західне Папуа)
- Вірменська революційна Армія
- Вірменська секретна армія визволення Вірменії
- Група Абу Сайяфа (Філіппіни)
- Група Джухаймана аль-отейби
- Група патріотичного антифашистського опору 1 жовтня (Іспанія)
- Гунуд Аллах (Єгипет)
- Дашнакцутюн (Вірменія)
- Демократичний фронт визволення Палестини
- Джамаат ул-фукра (США — Пакистан)
- Добровольчі Сили Лоялістів (Північна Ірландія)
- Донецька народна республіка (Україна)
- Екстрадітаблес (Колумбія)
- Еускаді та Аскатасуна (Іспанія)
- ІДІЛ (Сирія, Ірак, Лівія, Нігерія)
- Ірландська Армія Національного Визволення
- Ірґун (Ізраїль)
- Ірландська армія Продовження (Велика Британія)
- Ірландська Республіканська Армія (Ірландія)
- Ісламський Джихад Палестини
- Ісламський Рух Узбекистану
- Збройна ісламська група (Алжир)
- Збройні сили національного визволення (Пуерто-Рико)
- Збройні сили національного опору (Сальвадор)
- Ках і Кахане Хай (Ізраїль)
- Командо Джихад (Індонезія)
- Ку-клукс-клан (США)
- Курдська Робоча Партія (Туреччина)
- Луганська народна республіка (Україна)
- Моджахеддин е-халк е-Іран
- Молодіжний Рух Лаутаро (Чилі)
- Моразанистский Патріотичний Фронт (Гондурас)
- Муназзамат ат-тахрір аль-ісламій (Єгипет)
- Народний фронт визволення Палестини
- Національна армія визволення (Колумбія)
- Національна визвольна армія (Болівія)
- Національна революційна єдність Гватемали
- Національний визвольний фронт імені Фарабундо Марті (Сальвадор)
- Нова Народна Армія (Філіппіни)
- Об'єднаний Фронт Визволення Ассаму (Індія)
- Організація Визволення Палестини
- Тигри визволення Таміл Елама (Шрі-Ланка)
- Палестинський Фронт Визволення
- Палестинська держава (Палестина)
- Партизанська Армія Тупак Катари (Болівія)
- Патріотичний Фронт імені Мануеля Родрігеса (Чилі)
- Пука Інті (Еквадор)
- Робочо-Селянська партія Туреччини
- Революційна народна армія (Сальвадор)
- Революційна Народна Боротьба (Греція)
- Російська Федерація (ООН)
- Революційна народна визвольна партія (Туреччина)
- Революційна організація 17 Листопада (Греція)
- Революційний Рух Тупак Амару (Перу)
- Революційні збройні сили Колумбії
- Революційні осередки (Німеччина)
- Революційна Рада ФАТХ (Палестинаская організація)
- Рух Насильства Проти Абортів (США)
- Рух національного визволення Палестини
- Сендеро Луминосо (Перу)
- Сірі вовки (Туреччина)
- Сили волонтерів Ольстера
- Справжня Ірландська Республіканська Армія (Ірландія)
- Талібан (Афганістан)
- Фракція Червоної Армії (Німеччина)
- Фронт Народної Боротьби (Палестина)
- Фронт Визволення Квебека (Канада)
- Фронт ан-Нусра
- ХАМАС (Палестина)
- Харакат ул-ансар (Пакистан)
- Хезболлах (Ліван)
- Хусити (Ємен)
- Церква Творця (США)

- Цивільна Міліція (США)
- ПВК "Вагнер" (Росія)
- Червона Армія Японії
- Червоні бригади (Італія)
- Чорні пантери (США)